# Александра Васиљевић
Александра Васиљевић (Сарајево, 10. август 1986) је босанскохерцеговачка биатлонка из Републике Српске.
Она је студент на Палама, Република Српска. Такмичи се за Скијашки клуб Романија. Тренер јој је Томислав Лопатић, некадашњи југословенски олимпијски репрезентативац у биатлону, учесник Зимских олимпијских игара 1984. у Сарајеву. Биатлоном се бави од 1998. а од 2002. учествује као такмичарка репрезентације Босне и Херцеговине. 
Александра је висока 1,65 метара, а тешка 55 килограма. Свој деби у међународном скијању имла је на Светском првенству за јуниоре 2002. у Ридани у Италији. Ту се такмичила у спринту и пласирала се између 40 и 50. места. 
У сезони 2002/03. такмичи се у Европском купу за јуниоре и заизима 18 место у спринту и остварује свој најбољи пласман. У другом делу сезоне у Светском купу за младе заузима 15 и 30 место.
На Зимским олимпијским играма 2006. у Торину учествује у две дисциплине у биатлону 7,5 км спринт и 15 км појединачно. У обе дисциплине пласирала се у доњем делу табеле.